# Luzula kobayasii
Luzula kobayasii là một loài thực vật có hoa trong họ Juncaceae. Loài này được Satake mô tả khoa học đầu tiên năm 1932.